# 阿尔·卡尔森
阿尔文·哈罗德·卡尔森（英語：Alvin Harold Carlson，1951年9月17日—），美国NBA联盟前职业篮球运动员。